# Simpson-paradoxon
A Simpson-paradoxon a statisztikában ismert antinómia, mely akkor lép fel, ha két csoportot kettébontunk. Ekkor ugyanis a csoportra érvényes megállapítás az ellentétébe fordulhat át.
Példa:
Tegyük fel, hogy egy esélyegyenlőséggel foglalkozó szervezetnél dolgozunk, és azzal bíznak meg minket, hogy Y élelmiszeripari vállalat humánpolitikáját ellenőrizzük, mivel gyanúba keveredett a cég, hogy diszkriminálják a hozzájuk jelentkező cigány származású munkavállalókat. A következő információk állnak rendelkezésünkre:
| 1999-ben állományba vett munkavállalók | Y vállalat | Többi élelmiszeripari vállalat |
| -------------------------------------- | ---------- | ------------------------------ |
| Cigány munkavállalók                   | 110        | 1532                           |
| Nem cigány munkavállalók               | 125        | 1202                           |

Mit állapíthatunk meg ezekből az adatokból? Milyen módon végezzünk számításokat?
Könnyen megállapíthatjuk a cigány munkavállalók arányát: ebben az esetben Y vállalatnál az eredmény kisebb, mint 50%, hiszen 110 < 125. Ellentétben a többi élelmiszeripari vállalat esetében kapott eredménnyel, ahol az nagyobb, mint 50%, hiszen 1532 > 1202.
Az eredmény arra késztet minket, hogy vizsgálatot indítsunk a cég humánpolitikai osztályán a cég által alkalmazott felvételi rendszer tisztázása érdekében. Y vállalat elnöke a következő adatokat hozza fel érvként a vádakkal szemben:
| Az 1999-ben alkalmazott, diplomával nem rendelkező munkavállalók: | Y vállalat | Többi élelmiszeripari vállalat |
| ----------------------------------------------------------------- | ---------- | ------------------------------ |
| Cigány munkavállalók                                              | 52         | 1211                           |
| Nem cigány munkavállalók                                          | 24         | 631                            |

| Az 1999-ben alkalmazott, diplomával rendelkező munkavállalók: | Y vállalat | Többi élelmiszeripari vállalat |
| ------------------------------------------------------------- | ---------- | ------------------------------ |
| Cigány munkavállalók                                          | 58         | 321                            |
| Nem cigány munkavállalók                                      | 101        | 571                            |

Miben védik ezek az adatok Y vállalatot a vádakkal szemben? Milyen módon érdemes számításokat végeznünk?
Y vállalat érvei szerint az ő adataik a diplomások, és a diplomával nem rendelkezők körében is jobb eredményeket mutatnak fel, mint a többi élelmiszeripari vállalat adatai. Y vállalatnál ugyanis a diplomával nem rendelkezők körében 52/(52+24)=68%, míg a többi élelmiszeripari vállalatnál csak 1211/(1211+631)=66% a cigány munkavállalók aránya; míg a diplomások körében Y vállalatnál 58/(58+101)=36,5%, míg a többi élelmiszeripari vállalatnál 321/(321+571)=36,0% a cigány munkavállalók aránya.
Mi lehet az oka annak, hogy az arányok az ellentétükbe fordultak át azáltal, hogy az iskolázottságot is beemeltük a vizsgálatba? Mi a különbség Y és a többi élelmiszeripari vállalat között az iskolázottságot figyelembe véve? Mi a különbség a cigányok és nem cigányok között az iskolázottságot figyelembe véve?
Ha az egyes eredmények nagyon eltérőek, akkor ez a vizsgálatból kimaradt paraméterekre vezethető vissza. Ezért a hamis következtetések elkerülése érdekében ezeket a tényezőket is figyelembe kell venni. Ez megoldható úgy, hogy az egyes csoportokat külön-külön értékeljük ki.

## Ábrázolás vektorokkal

A Simpson-paradoxon ábrázolása vektorokkal. A két tengely skálázása különböző

A Simpson-paradoxon ábrázolható a kétdimenziós vektortérben. A sikeres kísérletek {\displaystyle p/q} aránya az {\displaystyle {\overrightarrow {A}}=(q,p)} vektorral ábrázolható, aminek meredeksége {\displaystyle p/q}. Ha kombináljuk a {\displaystyle p_{1}/q_{1}} és a {\displaystyle p_{2}/q_{2}} arányokat, akkor az eredmény reprezentálható a {\displaystyle (q_{1},p_{1})} és a {\displaystyle (q_{2},p_{2})} vektorok összegével. A paralelogrammaszabály szerint ez az összeg {\displaystyle (q_{1}+q_{2},p_{1}+p_{2})}, aminek meredeksége {\displaystyle {\frac {p_{1}+p_{2}}{q_{1}+q_{2}}}}.
A Simpson-paradoxon állítása szerint a {\displaystyle {\overrightarrow {b_{1}}}+{\overrightarrow {b_{2}}}} (az ábrán +) vektor még mindig meredekebb lehet, mint az {\displaystyle {\overrightarrow {r_{1}}}+{\overrightarrow {r_{2}}}} összegvektor,
még akkor is, ha a {\displaystyle {\overrightarrow {b_{1}}}} (kék) vektor kevésbé meredek, mint az {\displaystyle {\overrightarrow {r_{1}}}} (piros) vektor, és {\displaystyle {\overrightarrow {b_{2}}}} kevésbé meredek, mint az {\displaystyle {\overrightarrow {r_{2}}}} vektor.

## Gyakorisága
Ha egy {\displaystyle 2\times 2\times 2}-es táblázatot véletlen számokkal töltünk ki, akkor a Simpson-paradoxon 1/60 valószínűséggel lép fel.